# Salzschank
Salzschank (ein Singularetantum) bezeichnet den privilegierten Verkauf „des Salzes im Kleinen“ und war damit wie der Salzhandel im Großen eines der herrschaftlichen Regale (Salzgerechtigkeit). Von dem Begriff leitet sich auch der Salzschenke ab, also der Händler, der das Salz „im Kleinen verkauft“.